# Região Geográfica Imediata de Curvelo
A Região Geográfica Imediata de Curvelo é uma das 70 regiões imediatas do estado brasileiro de Minas Gerais, uma das cinco regiões imediatas que compõem a Região Geográfica Intermediária de Belo Horizonte. Criada em 2017 pelo Instituto Brasileiro de Geografia e Estatística (IBGE), é composta por 11 municípios, sendo o município de Curvelo o mais populoso com uma população estimada de 81 085 habitantes.

## Municípios
| Município            | População (est. 2021) | Área          | Fonte  |
| -------------------- | --------------------- | ------------- | ------ |
| Augusto de Lima      | 4 833                 | 1 254,832 km² | [ 3 ]  |
| Buenópolis           | 10 342                | 1 599,881 km² | [ 4 ]  |
| Corinto              | 23 607                | 2 525,397 km² | [ 5 ]  |
| Curvelo              | 81 085                | 3 296,200 km² | [ 2 ]  |
| Felixlândia          | 15 528                | 1 554,627 km² | [ 6 ]  |
| Inimutaba            | 7 605                 | 527,060 km²   | [ 7 ]  |
| Monjolos             | 2 184                 | 650,911 km²   | [ 8 ]  |
| Morro da Garça       | 2 413                 | 414,772 km²   | [ 9 ]  |
| Presidente Juscelino | 3 572                 | 695,882 km²   | [ 10 ] |
| Santo Hipólito       | 3 044                 | 430,656 km²   | [ 11 ] |
| Três Marias          | 33 062                | 2 678,253 km² | [ 12 ] |